# رالف باكشي
رالف باكشي (بالإنجليزية: Ralph Bakshi) مواليد 29 أكتوبر 1938 في حيفا، إسرائيل، هو مخرج وكاتب سيناريو إنجليزي بدأ مسيرته الفنية عام 1957.

## وصلات خارجية
- الموقع الإلكتروني
- رالف باكشي على موقع IMDb (الإنجليزية)
- رالف باكشي على موقع روتن توميتوز (الإنجليزية)
- رالف باكشي على موقع ألو سيني (الفرنسية)
- رالف باكشي على موقع أول موفي (الإنجليزية)
- رالف باكشي على موقع قاعدة بيانات الأفلام السويدية (السويدية)
- رالف باكشي على موقع إن إن دي بي (الإنجليزية)
- رالف باكشي على موقع ديسكوغز (الإنجليزية)
- رالف باكشي على موقع قاعدة بيانات الفيلم (الإنجليزية)
- رالف باكشي على موقع كينوبويسك (الروسية)